# MAN 630
Die Baureihe MAN 630 des Fahrzeugherstellers MAN Nutzfahrzeuge umfasste in den 1950er Jahren Langhauber-LKW der zivilen konventionell rundlich geformten Baureihe 630L1 sowie der für die Bundeswehr gebauten kantigen Allrad-Ausführung 630L2A die als militärischer LKW der 5-t-Klasse in den Varianten MAN 630 L2A und MAN 630 L2AE gebaut (letztere mit Einfachbereifung/Einzelbereifung auf der Hinterachse). Vorbild war die im Krieg bewährte Baureihe MAN ML 4500 in den Ausführungen S sowie A für Allrad. Die zeitgenössische schwerere Baureihe ist die des MAN F8 (1951–1963).

## Bezeichnung und Beschreibung
Der MAN 630 gehört zu der ersten Generation der Bundeswehr-Radfahrzeuge und ist bei einigen ehemaligen Bundeswehrangehörigen unter der liebevollen Bezeichnung „Emma“, oder auch unter „MAN-Allesfresser“ in Erinnerung. Vielfach ist er auch unter dem Begriff „5-Tonner“ bekannt, dies bezeichnet die max. Zuladung. Die genaue Bezeichnung der Bundeswehr lautete LKW 5to MAN L2A bzw. L2AE.
| Erklärung der Typenbezeichnung für Fahrgestelle: |   |   |   |   |                                                                 |
| 630                                              | L | 2 | A | E |                                                                 |
| 6                                                |   |   |   |   | Nutzlast in t (bei Bundeswehr (BW)-Fahrzeugen auf 5 t begrenzt) |
| 130                                              |   |   |   |   | PS                                                              |
|                                                  | L |   |   |   | LKW                                                             |
|                                                  |   | 2 |   |   | Baumusterreihe                                                  |
|                                                  |   |   | A |   | Allrad                                                          |
|                                                  |   |   |   | E | einfachbereift (ohne „E“ zwillingsbereift)                      |

Sowohl der MAN 630 L2A als auch der L2AE sind hochgeländegängige zweiachsige LKW mit Allradantrieb, die mit einem 100 kW starken Vielstoffmotor (Mittenkugelmotor) mit 8,275 Litern Hubraum ausgerüstet wurden. Wegen des Vielstoffmotors kann der MAN 630 bei Versorgungsengpässen außer mit Diesel auch mit anderen Treibstoffen betrieben werden, bis hin zu Diesel-Benzin-Gemischen oder im Notfall auch reinen Motorenölen.

## Verwendung
Ab 1958 wurden ca. 20.000 Fahrzeuge an die Bundeswehr geliefert, die sich größtenteils auf Varianten mit Pritsche und Plane und Varianten mit Koffer aufteilen. Außer diesen beiden hauptsächlich gebauten Varianten gibt es auch noch weitere, zum Beispiel mit Sonderaufbauten als Trägerplattform für die Pershing 1A, Sattelschlepper, Hochantennenträger, Kartenarchiv, Feldküche, mobile Trinkwasseraufbereitung, mobile Radarstation, mobiler Tower für Feldflughäfen etc. Außer den offiziell gefertigten existieren zum Teil bis heute noch truppeneigene Umbauten.
Der größte Teil der Fahrzeuge der 1. Generation wurden in den 1980er- und 1990er-Jahren ausgemustert. Ein Großteil der Fahrzeuge wurde über zivile Handelsunternehmen nach Afrika weiterverkauft, aber ein Teil ging auch in Deutschland in private Hände über.
Außer bei der Bundeswehr wurde der MAN 630 auch noch bei den Belgischen Streitkräften verwendet, zahlreiche Fahrzeuge wurden außerdem von der Bundeswehr an die Türkische Armee weitergegeben.

## Varianten
Nachfolgend ein Überblick von Varianten mit und ohne Vorbauseilwinde:

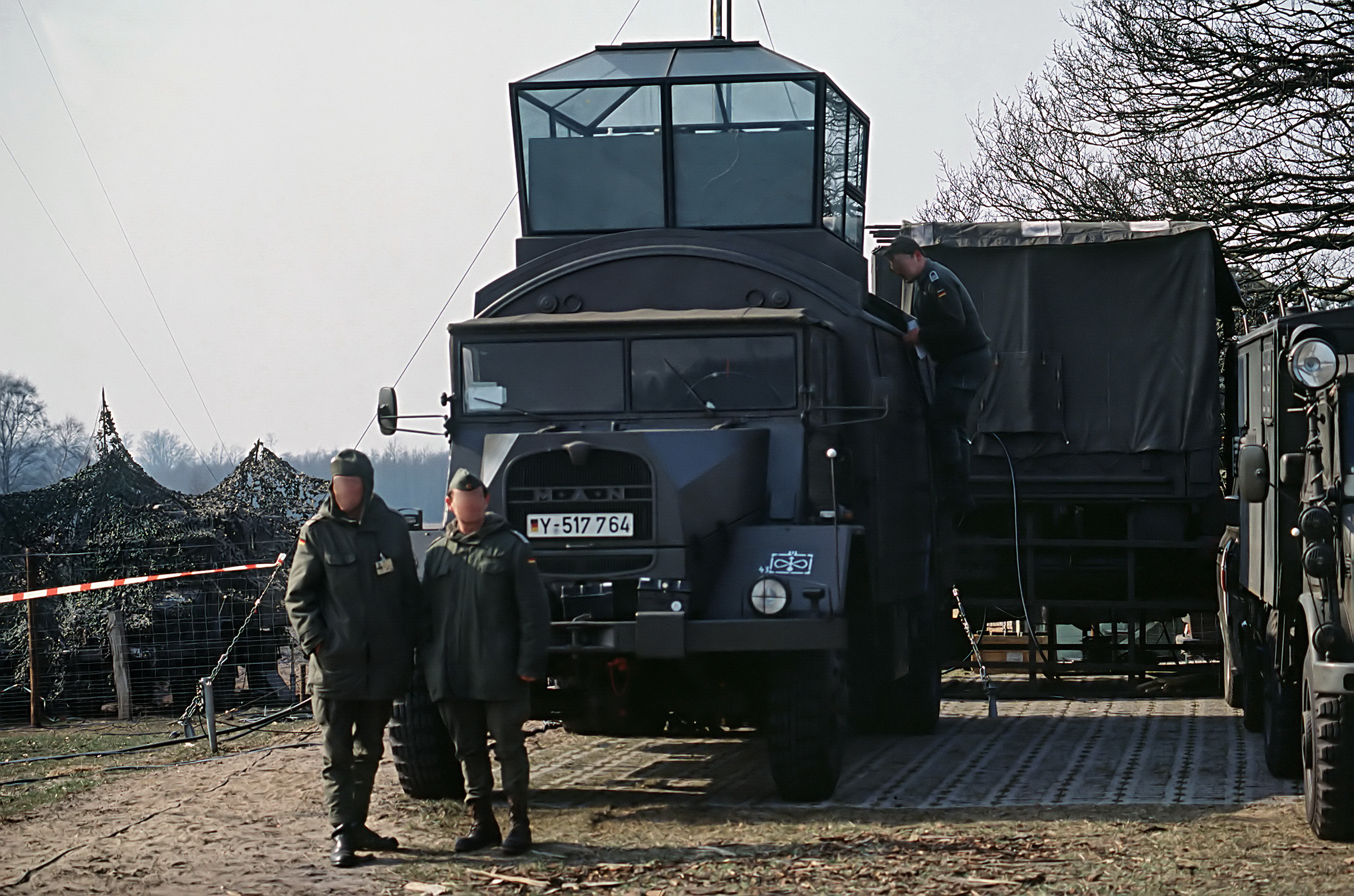
MAN 630 L2A Towerwagen der Flugsicherungsanlage FSA 70
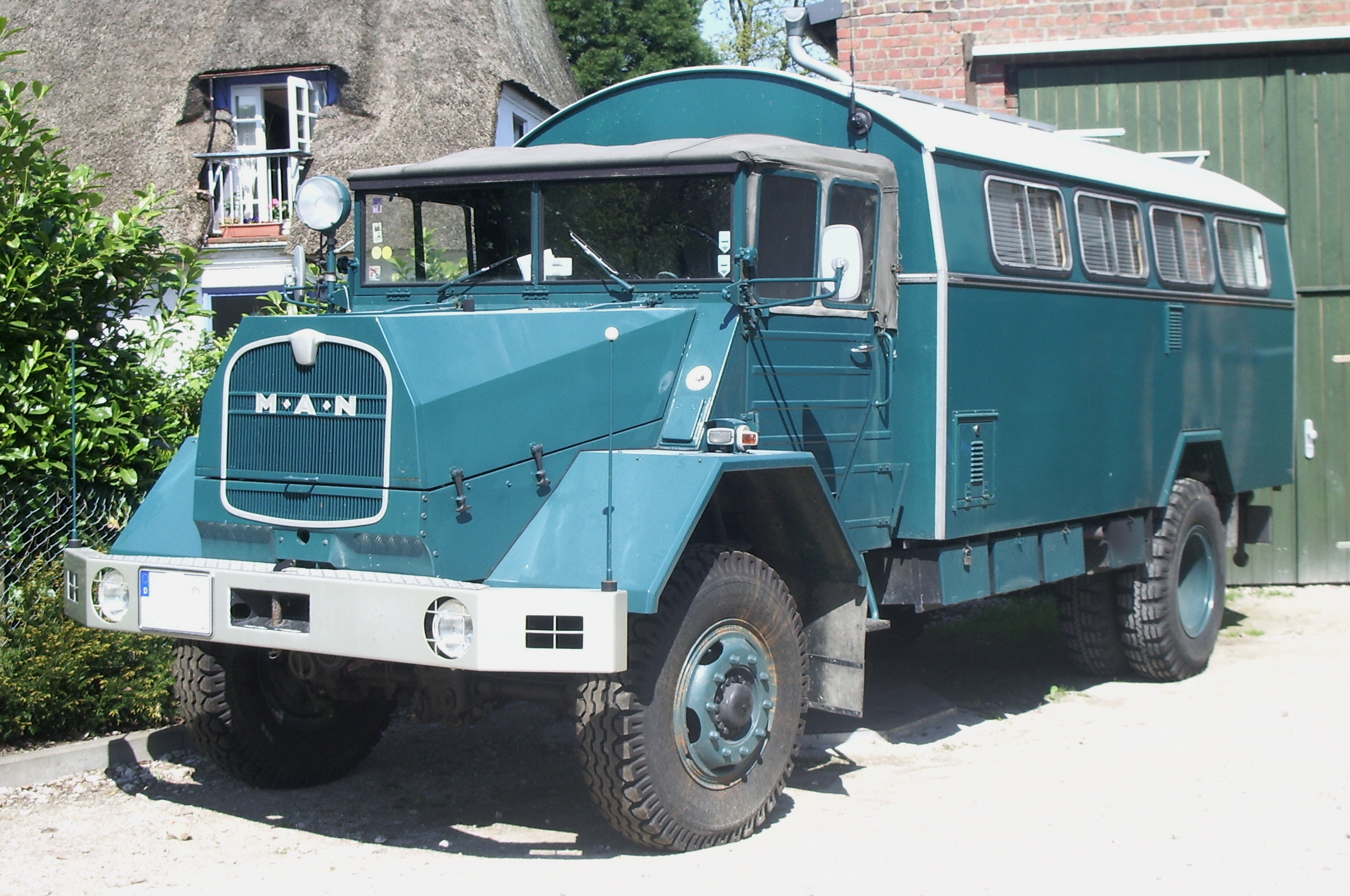
MAN 630 L2A Kommandowagen
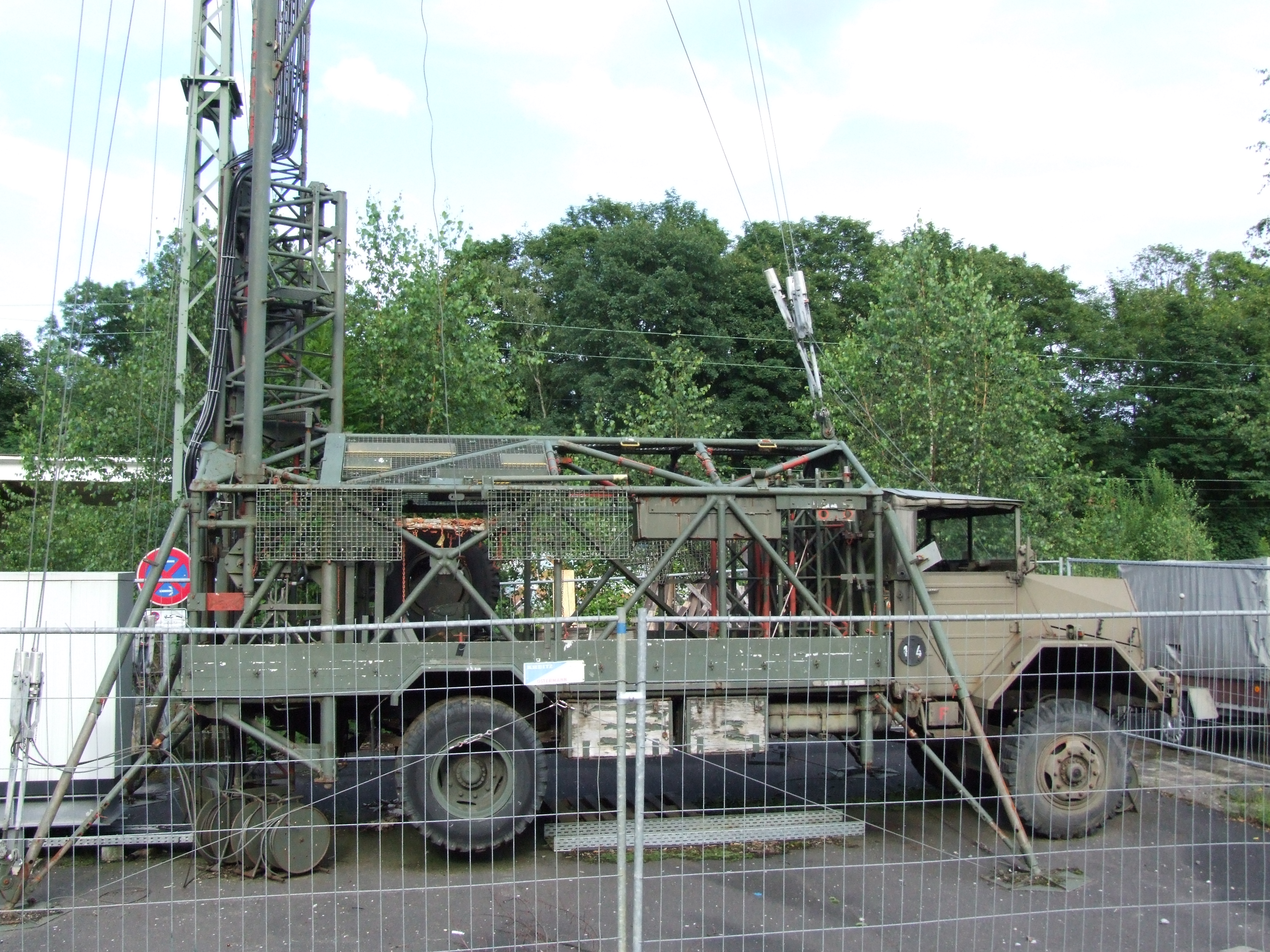
MAN 630 Fernmelderwagen
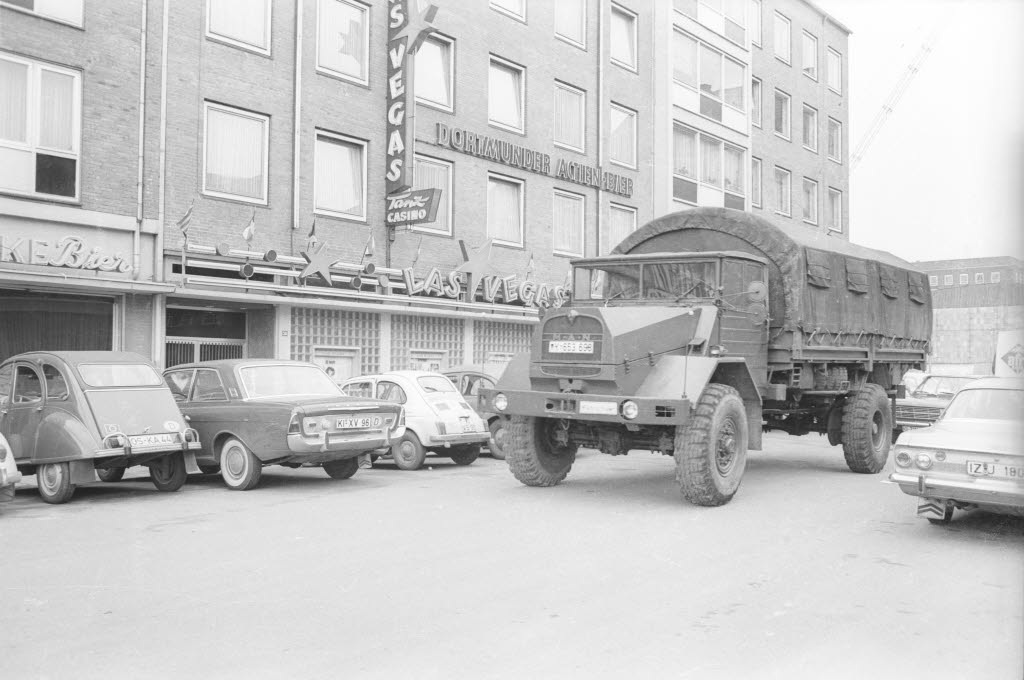
Variante mit Einzelbereifung auf der Hinterachse
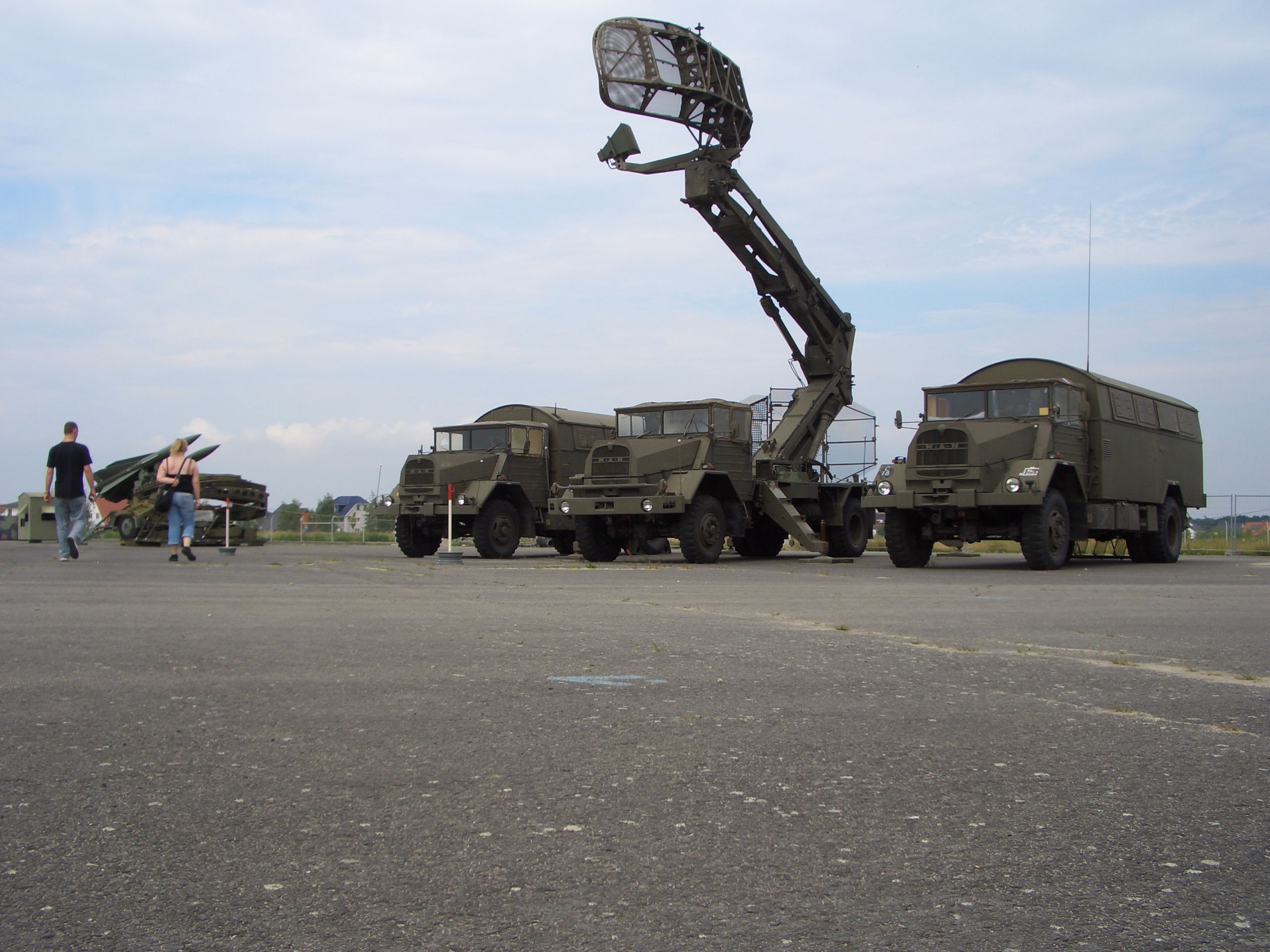
MAN 630 Antennen- und Gerätewagen der Radaranlage MPDR 30/1
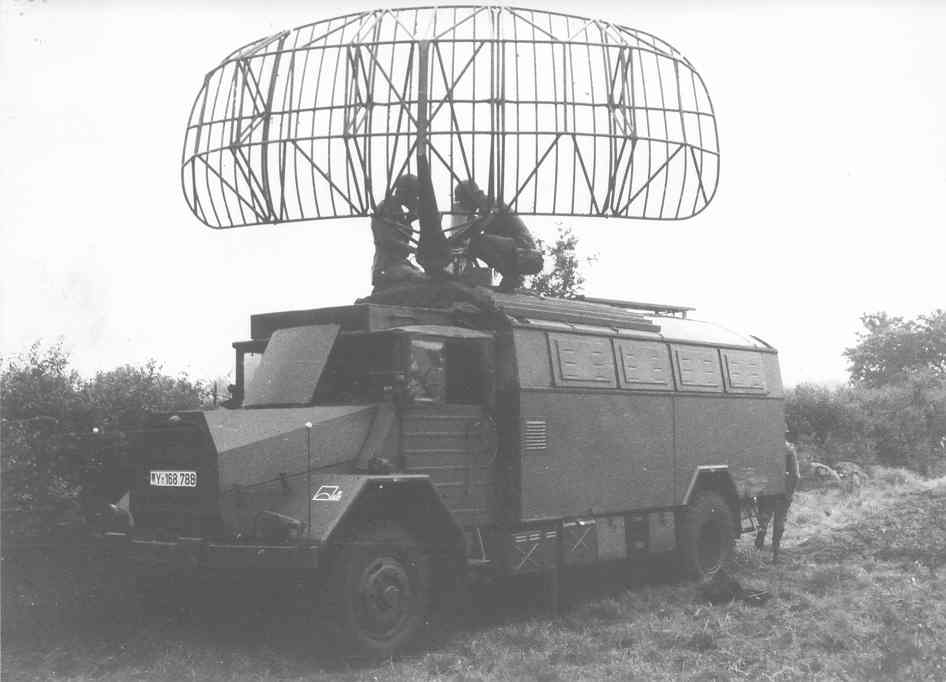
MAN 630 als Radarwagen der Heeresflugabwehr